# Zsigmond Adrián
Zsigmond Adrián (* 12. Mai 1934 in Révfülöp; † 1. Januar 1995) war ein Offizier in der Volksrepublik Ungarn und zuletzt Generalmajor (Vezérőrnagy) im Innenministerium (Belügyminisztérium) sowie von 1977 bis 1989 Chef des Polizeipräsidiums im Komitat Tolna.

## Leben
Zsigmond Adrián, Sohn von Mária Rompos, absolvierte nach dem Besuch von acht Jahren an allgemeinen Schulen in Máriagyüd vom 10. Juni 1948 bis 17. Juni 1950 eine kaufmännische Berufsausbildung in der Nationalen Kohlebergbaugesellschaft in Komló (Komlói Szénbányák Nemzeti Vállalat) und war dort nach einer weitern Berufsqualifikation beim Staatlichen Berufsqualifikationsausschuss des Bergamtes 1951 sowie einer Fortbildung zum Bergingenieur an der Technischen Hochschule für Schwerindustrie in Miskolc bis zum 10. Januar 1954 als Kaufmann und Techniker beschäftigt. Zwischenzeitlich leistete er von 1952 bis 1953 noch seinen Militärdienst in der 85. Haubitzen-Artillerie-Division der Volksarmee in Sárbogárd.
Am 11. Januar 1954 trat Adrián als Sergeant (Őrmester) in den Polizeidienst des Innenministeriums und war in den folgenden Jahren bis Juni 1958 in verschiedenen Verwendungen an den Polizeidienststellen in Komló, im Komitat Borsod sowie Komitat Baranya tätig, wobei er am 1. Juni 1954 Unterleutnant (Alhadnagy) sowie 1956 zum Leutnant (Hadnagy) befördert wurde. Anschließend absolvierte er zwischen Juni und Dezember 1958 einen Offizierslehrgang der „Feliks Dzierżyński“-Offiziersausbildungsschule des Innenministeriums und wurde nach seiner Beförderung im Januar 1959 wieder zum Polizeipräsidium im Komitat Baranya versetzt. Dort fand er in den kommenden Jahren wiederum zahlreiche Verwendungen und war nach seinen Beförderungen zum Hauptmann (Százados) 1963 sowie zum Major (Őrnagy) zuletzt zwischen dem 1. Juli und dem 31. August 1971 stellvertretender Abteilungsleiter. Er absolvierte in dieser Zeit zudem ein Studium an der Fakultät für Politikwissenschaften und Recht ÁJTK (Állam- és Jogtudományi Kara) der Eötvös-Loránd-Universität (ELTE) und schloss dort 1967 seine Promotion zum Doktor der Rechte ab.
Am 1. September 1971 wurde Zsigmond Adrián stellvertretender Chef des Polizeipräsidiums im Komitat Vas und war als solcher zugleich bis zum 31. Dezember 1976 in Personalunion Leiter der Abteilung Staatssicherheit des Polizeipräsidiums. In dieser Verwendung erfolgte 1972 seine Beförderung zum Oberstleutnant (Alezredes). Nach dem Besuch eines zweimonatigen Führungslehrgangs an der Polizeihochschule (Rendőrtiszti Főiskola) 1976 und seiner darauf folgenden Beförderung zum Oberst (Ezredes) wurde er am 1. Januar 1977 Chef des Polizeipräsidiums im Komitat Tolna. Er absolvierte in dieser Verwendung 1979 die Parteihochschule der Ungarischen Sozialistischen Arbeiterpartei MSZMP (Magyar Szocialista Munkáspárt) sowie 1984 ein weiteres Führungstraining für Politische Abteilungen der Parteihochschule und wurde zuletzt 1985 zum Generalmajor (Vezérőrnagy) befördert. Er verblieb in der Funktion des Polizeichef des Komitats Tolna bis zu seinem Eintritt in den Ruhestand am 31. Oktober 1989, der Zeit nach dem Niedergang des Kádár-Systems und des Zusammenbruchs des Kommunismus.

## Weblink
- Adrián Zsigmond, dr. In: Historisches Archiv der Staatssicherheitsdienste (Állambiztonsági Szolgálatok Történeti Levéltára). Abgerufen am 4. März 2023 (ungarisch).

| Personendaten    | Personendaten            |
| ---------------- | ------------------------ |
| NAME             | Adrián, Zsigmond         |
| KURZBESCHREIBUNG | ungarischer Generalmajor |
| GEBURTSDATUM     | 12. Mai 1934             |
| GEBURTSORT       | Révfülöp                 |
| STERBEDATUM      | 1. Januar 1995           |